# Vans Warped Tour Compilation 2001
Vans Warped Tour Compilation 2001 es el sexto disco recopilatorio del Warped Tour de ese año. Side One Dummy vuelve a firmar el disco con canciones referentes a los grupos que actuaron en esta edición (las canciones no son en vivo, sino la versión oficial de sus respectivos CD).

## Listado de canciones
1. Rancid - "Sick Sick World" - 1:17
2. The Bouncing Souls - "The Ballad of Johnny X" - 2:12
3. New Found Glory - "So Many Ways" - 2:58
4. Anti-Flag - "Zapatista, Don't Give Up" - 2:49
5. Madcap - "Going on the Road" - 3:31
6. AFI - "A Winter's Tale" - 3:23
7. Bigwig - "Sink or Swim" - 2:45
8. Me First and the Gimme Gimmes - "Don't Let the Sun Go Down on Me" - 3:47
9. H2O - "Unwind" - 2:13
10. Midtown - "Get It Together" - 3:43
11. The Vandals - "S.W.M." - 2:56
12. Swingin' Utters - "The Lonely" - 3:16
13. Flogging Molly - "Rebels of the Sacred Heart" - 5:19
14. The Mighty Mighty Bosstones - "Providence Is..." - 2:33
15. Tsunami Bomb - "Take the Reins" - 2:47
16. The Ataris - "Looking Back on Today" - 3:49
17. No Use for a Name - "Enjoy the Silence" - 2:41
18. Kill Your Idols - "Hippie Song" - 1:24
19. The Casualties - "Fight for Your Life" - 2:25
20. The Living End - "Sleep on It" - 2:56
21. Lost City Angels - "Edge of 21" - 3:24
22. Buck-O-Nine - "Something to Find" - 1:23
23. Sum 41 - "Tables Have Turned" (live) - 0:47
24. Deviates - "Chaos "- 3:37
25. Autopilot Off - "Indebted" - 2:31
26. Agent 51 - "Radiation Nation" - 1:58

- Datos: Q4018241